# 小松喬一
小松 喬一（こまつ きょういち、1943年（昭和18年）4月16日 - ）は、日本の経営者。大塚製薬工場社長を務めた。

## 来歴・人物
高知県出身。1967年に法政大学経営学部を卒業し、同年に大塚製薬工場に入社。
1972年に常務に就任し、1986年に専務を経て、1998年12月に社長に就任し、2004年までに務めた。